# Биссен, Герман Вильгельм
Герман Вильгельм Биссен (дат. Herman Wilhelm Bissen; 13 октября 1798[…], Шлезвиг, Шлезвиг-Гольштейн — 10 марта 1868[…], Копенгаген) — датский скульптор немецкого происхождения; лучший ученик Торвальдсена.

## Биография
В 18-летнем возрасте Г. Биссен приехал в Копенгаген и поступил в Датскую королевскую академию изобразительного искусства, в класс архитектурного черчения. Под влиянием Торвальдсена он перешёл в класс скульптуры. В 1824 году совершил поездку в Рим (через Берлин, где встретился с Кристианом Раухом). Пребывание в Италии продолжается более 10 лет. Под влиянием Торвальдсена художественный стиль Биссена меняется от романтизма к классицизму.

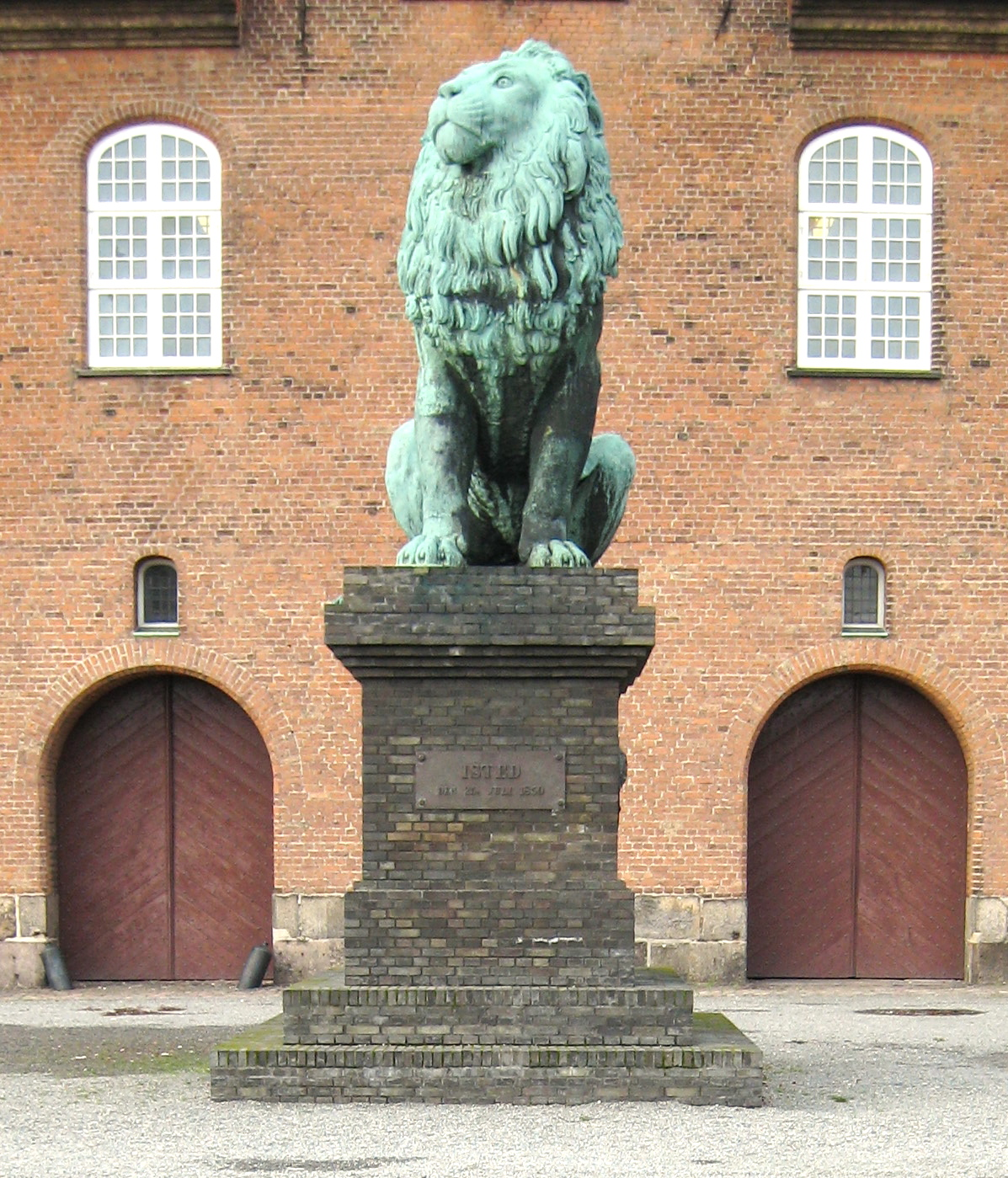
Идштедтский Лев

В 1834 году скульптор вернулся в Данию, и вскоре стал профессором в Академии изобразительного искусства, после чего обратился к реализму. В 1848 году он выиграл конкурс (у Й. А. Йерихау) на создание монументального памятника «Датскому солдату». Много и подолгу живёт в Германии.
В 1862 году Биссен создал монумент «Идштедтский лев» в память о солдатах, павших в битве при Идштедте (1850), и в честь победы Дании в войне с Пруссией. Памятник в виде датского геральдического льва был возведён на центральном кладбище Фленсбурга. В 1864 году, после занятия Фленсбурга Пруссией, лев был вывезен в качестве трофея немцами в Берлин и установлен перед офицерской школой в районе Лихтенфельд. В 1945 году скульптура была возвращена Дании и ныне находится возле Университетской библиотеки в Копенгагене.